# Странность
В физике элементарных частиц странность S — квантовое число, необходимое для описания определённых короткоживущих частиц. Странность частицы определяется как:
{\displaystyle S=N_{\overline {s}}-N_{s}}
где
{\displaystyle N_{\overline {s}}} — количество странных антикварков и
{\displaystyle N_{s}\ } — количество странных кварков.
Причина для такого непонятного с первого взгляда определения в том, что концепция странности была определена до открытия существования кварков, и для сохранения смысла изначального определения странный кварк должен иметь странность −1, а странный антикварк должен иметь странность +1.
Для всех ароматов кварков (странность, очарование, прелесть и истинность) правило следующее: значение аромата и электрический заряд кварка имеют одинаковый знак. По этому правилу любой аромат, переносимый заряженным мезоном, имеет тот же знак, что и его заряд.
Странность, как и заряд, является аддитивной и целочисленной величиной.

## История названия
Столь необычное название характеристика получила в связи с открытием гиперонов и каонов на рубеже 1940-х и 1950-х годов. Процесс рождения и распада гиперона выглядел достаточно странно на фоне других барионов. Странность заключалась в том, что частица участвовала в сильных взаимодействиях (это было видно по реакциям, в которых она рождалась), а следовательно, её время жизни должно было быть очень малым (менее {\displaystyle 10^{-20}} с), однако данные наблюдений показывали на 10 порядков большее время жизни. Так за гиперонами и каонами закрепилось название «странных частиц» (strange particles). Позже, с открытием кварков, название «странный» было распространено на s-кварк, входящий в состав странных частиц, а «странность» — за квантовым числом, характеризующим указанные свойства.

## Сохранение странности
Изначально странность была введена для объяснения такого факта, что некоторые частицы, такие, как каоны или некоторые гипероны, всегда рождаются парами. Предполагалось, что в ходе таких реакций сохраняется некая величина — странность.
Странность сохраняется при сильном и электромагнитном взаимодействии, но не при слабых взаимодействиях. Следовательно, самые легкие частицы, содержащие странный кварк, не могут распадаться под действием сильного взаимодействия, и их аномально долгие в этом случае, странные времена жизни привели к их названию. В большинстве случаев странность меняется в ходе реакции на 1. Однако это необязательно выполняется в случае слабого взаимодействия второго порядка, где существует смесь из {\displaystyle K^{0}} и {\displaystyle {\overline {K}}^{0}} мезонов.

## Пример
{\displaystyle \eta ^{0}}-мезон состоит из одного s-кварка и одного s-антикварка, поэтому странность этой частицы равна 0.